# ECDMA14
ECDMA14 è una District Management Area della municipalità distrettuale di Ukhahlamba
Il suo territorio è compreso entro i confini della municipalità locale di Gariep e si estende su una superficie di 77 km². L'area non risulta popolata.
Il suo territorio ricade all'interno del Gariep Dam e del Overston Nature Reserve.